# Mandrake (série télévisée)
Pour les articles homonymes, voir Mandrake.
Mandrake est une série télévisée brésilienne en treize épisodes de 50 minutes créée par José Henrique Fonseca, basée sur les personnages de Rubem Fonseca, son père, adaptation de son roman A Grande Arte (pt) (Du Grand Art, édité par Grasset), et diffusée du 30 octobre 2005 au 29 septembre 2008 sur HBO Brésil.
Mandrake est la première série de HBO tournée en portugais. Elle a ensuite été doublée en espagnol pour être commercialisée d'abord en Amérique du Sud, avant d'être doublée dans d'autres langues et distribuée dans le monde entier.
En France, elle a été diffusée à partir du 9 décembre 2010 sur France Ô.

## Synopsis
Mandrake raconte les aventures de Paulo Mandrake, un avocat quadragénaire de Rio de Janeiro, spécialisé en droit criminel, qui doit sortir ses riches clients d'affaires délicates généralement louches. Les missions confiées à Mandrake font autant appel à des talents de détective privé qu'à des talents d'avocat.
La série se caractérise par des intrigues resserrées dans le temps, sur des enquêtes tournant généralement autour d'affaires sexuelles : la série est interdite aux moins de 12 ans.

Mandrake fréquente tous les milieux, de la haute société brésilienne avec ses stars, jusqu'aux bas fonds de la prostitution, la drogue. Il est généralement chargé par ses riches clients de régler des problèmes de chantage ou retrouver des disparus.

## Distribution
Les principaux personnages de la série sont :
- Marcos Palmeira : Paolo Mandrake, brillant avocat qui règle pour ses riches clients des affaires louches dans les bas fond de la société brésilienne.
- Luís Carlos Miele (pt) : Leon Wexler, son associé et auparavant associé de son père, avocat en droit civil septuagénaire et figure paternelle.
- Marcelo Serrado : Raul, ami d'enfance de Paolo Mandrake et officier de police, il donne généralement à Mandrake des tuyaux sur ce que sait la police.
- Maria Luísa Mendonça (pt) : Berta, sa fiancée, elle sait que Paolo ne cesse de lui mentir mais fait semblant de ne rien voir pour prolonger la relation.
- Erika Mader : Bebel, sa maîtresse, qui vient régulièrement à son secours dans ses affaires professionnelles.
- Marcelo Adnet (pt) : Junior, l'avocat stagiaire, il aspire à ressembler à Mandrake mais n'a pas de succès auprès des femmes.
- Virgínia Cavendish (pt) : Verônica, la secrétaire de Mandrake et de Wexler.

## Épisodes
La série compte 13 épisodes :
- la saison 1, de huit épisodes, a été tournée en 2005.
- la saison 2, de cinq épisodes, a été tournée en 2007.

| no | Titre                                                                                                | Réalisateur              | Début de l'intrigue |
| -- | --- | ------------------------ | --- |
| 1  | La Ville n'est pas ce qu'on voit du Pain de sucre (A Cidade Não é Aquilo Que Se Vê do Pão de Açúcar) | José Henrique Fonseca    | Amoureux d’une prostituée, un playboy charge Mandrake de négocier la rupture du contrat avec la maison close.                                                  |
| 2  | La Saint-Valentin (Dia dos Namorados)                                                                | Toni Vanzolini           | Mandrake doit régler les problèmes nés d'une rencontre nocturne inattendue entre un étranger et Viveca, un travesti.                                           |
| 3  | Eva                                                                                                  | Arthur Fontes            | Mandrake est sollicité par un sénateur en proie à un maître chanteur, alors que la maîtresse du sénateur est retrouvée assassinée.                             |
| 4  | Yag                                                                                                  | José Henrique Fonseca    | Mandrake est appelé à l'aide par un styliste brésilien vivant à Londres: un maître chanteur menace de publier sur internet des photos privées compromettantes. |
| 5  | Détective (Detetive)                                                                                 | Carolina Jabor           | Une jeune femme d'affaires fait l'objet d'un chantage, un homme menaçant de révéler ses infidélités à son mari, un sportif idiot.                              |
| 6  | Thon Pays Basque (Atum Vizcaya)                                                                      | Lula Buarque de Hollanda | Luis Mauricio, fils à papa et ami de Bebel, cache de la cocaïne dans des boîtes de thon, mais se fait alpaguer par des policiers ripoux.                       |
| 7  | Kolkata                                                                                              | Cláudio Torres           | Mandrake est appelé dans la maison d'une famille richissime où se déroule une orgie alors qu'un traitement médical lui interdit toute activité sexuelle.       |
| 8  | Amparo                                                                                               | Arthur Fontes            | Mandrake doit retrouver l'épouse d'un célèbre musicien latino, car son mari refuse de se produire sur un concert tant que sa femme n'est pas revenue.          |

| no | Titre                       | Réalisateur           | Début de l'intrigue |
| -- | --------------------------- | --------------------- | --- |
| 9  | Brasília                    | José Henrique Fonseca | L'ancienne secrétaire du cabinet d'avocat charge Mandrake de retrouver sa nièce, devenue prostituée à Brasilia.                                           |
| 10 | João Santos                 | José Henrique Fonseca | Un ami de Wexler depuis 50ans est accusé de tentative de viol sur une mineure.                                                                            |
| 11 | Roses noires (Rosas Negras) | José Henrique Fonseca | La fille d'une femme que Mandrake a aimée monte un enlèvement bidon, mais se fait vraiment enlever.                                                       |
| 12 | Lígia                       | José Henrique Fonseca | Une ex-femme de Mandrake revient au Brésil comme représentante d'une ONG de défense de l'environnement et fait appel à Wexler pour négocier d'un contrat. |
| 13 | Alma                        | José Henrique Fonseca | L'épouse d'un grand patron fait appel à Mandrake dans une affaire de chantage.                                                                            |

## Au cinéma
Le roman A Grande Arte, écrit par Rubem Fonseca, et dont est issu le personnage de Mandrake, a fait l'objet d'un adaptation cinématographique avant la série.
Réalisé en 1991 par Walter Salles, A Grande Arte met face à face Peter Coyote dans le rôle de Paolo Mandrake, et Tchéky Karyo, mais ne rencontre pas le succès. 7 ans plus tard, Walter Salles verra son documentaire Central do Brasil récompensé par l'Ours d'or du meilleur film.